# Estrella amb embolcall

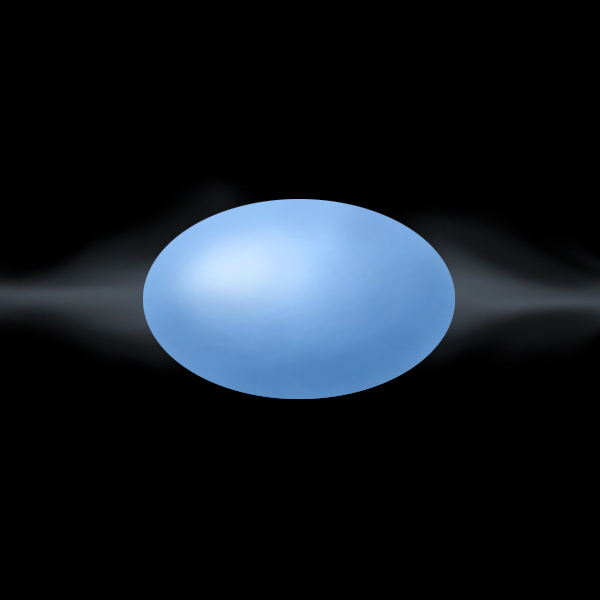
Representació d'Achernar, l'estrella amb embolcall més brillant visible des de la Terra.

En astronomia, es denomina estrella amb embolcall (shell star en anglès) a una estrella calenta de la seqüència principal, generalment de classe espectral B, A, o F, l'espectre del qual mostra línies d'emissió que suposadament són degudes a un anell o embolcall gasós que envolta l'estrella. Les estrelles variables d'aquest tipus, on l'expulsió de l'embolcall provoca una pèrdua temporal de brillantor, reben el nom de variables Gamma Cassiopeiae. Exemples d'estrelles amb embolcall són δ Centauri, η Centauri, α Arae, ψ¹ Orionis, 17 Sextantis i 48 Librae; en aquesta última les observacions indiquen un embolcall en expansió.
π² Pegasi és un rar exemple d'estrella amb embolcall de tipus espectral F.
Tsih (γ Cassiopeiae), prototip de les variables que porten el seu nom, també és una estrella d'aquest tipus.